# William Lyman (Erfinder)

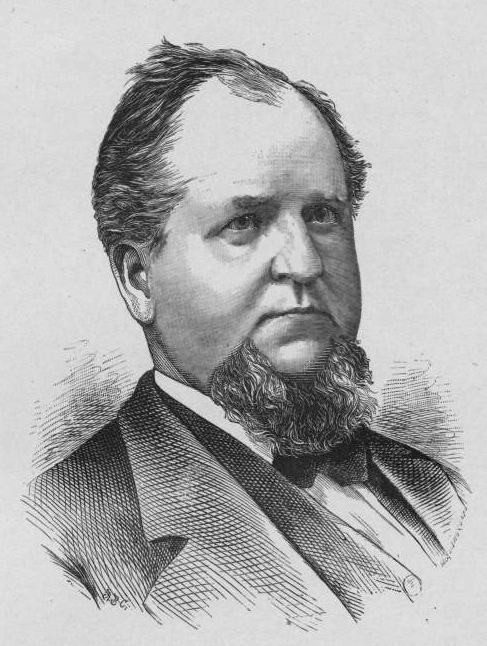
William Worcester Lyman (1821–1891) um 1870.

William Worcester Lyman (* 29. März 1821 in Meriden (Connecticut); † 15. November 1891 in Hartford (Connecticut)) war ein US-amerikanischer Erfinder.
Im Alter von 15 Jahren begann er bei Griswold & Couch in Meriden seine Lehre als Hartzinn-Schmied und arbeitete dort bis 1844. Danach arbeitete er in dem Beruf bis 1880 bei verschiedenen lokalen Betrieben. Er erhielt zahlreiche Patente zu Haushaltsgegenständen, wie 1870 für seinen Dosenöffner mit Schneidrad.

## Patentierte Entwürfe

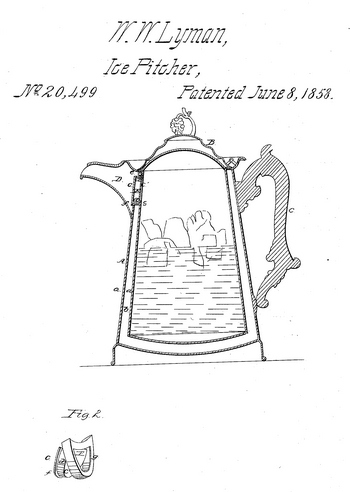
Kühl-Krug
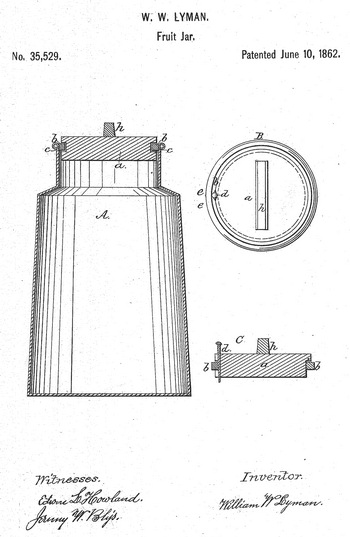
Früchtekrug

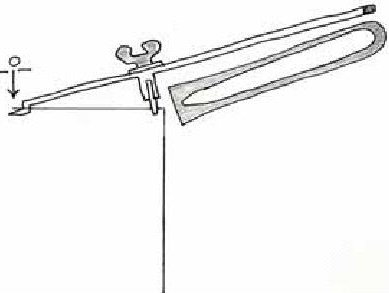
Dosenöffner mit Rändelmutter von 1870 von William Lyman. Der Griff des Dosenöffners ist hier in der Seitenansicht von unten zu sehen.

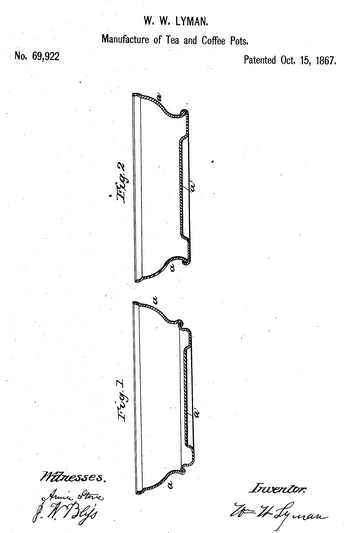
Zeichnung zur Herstellung von Tee- und Kaffeekannen
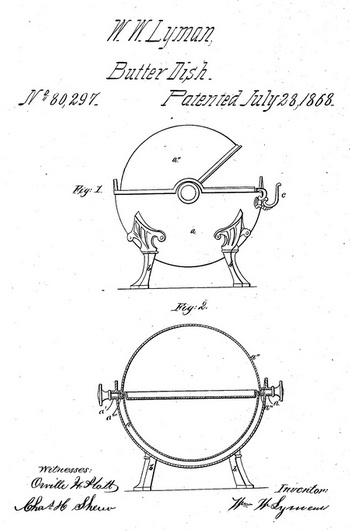
Butterdose

## Familie
1841 heiratete er Roxanne Griswold Frary, die ein Jahr älter war als er und ebenfalls aus Meriden stammte.